# Sören Sörensen (företagsledare)
Sören Hansen Sörensen, född 28 januari 1886 i Helgenæs, Danmark, död 19 februari 1958 i Köpenhamn, var en dansk-svensk företagare.
Sören Sörensen var son till lantbrukaren Christian Sörensen och Ane Marie Sörensen. Efter handelsskola i Århus och Stubbekøbing fortsatte han sin utbildning vid olika danska fackskolor, bland annat Dalums kemisk-bakteriologiska laboratorium. Han studerade även praktisk mejerihantering och var 1912–1919 verksam på margarinfabriken i Vejen, till slut som teknisk ledare. 
Sörensen flyttade till Sverige 1919 och deltog i projekteringen av Kooperativa förbundets margarinfabrik i Norrköping, som blev klar 1921, och där Sörensen blev VD. År 1932 övertog han även ledningen av Karlshamns Oljefabriker, också det tillhöriga Kooperativa förbundet. Särskilt under krisåren på 1930-talet lyckades Sörensen utveckla oljefabriken i Karlshamn till ett av Sveriges större företag. Det var också hans förtjänst att fabriken vid andra världskrigets utbrott förfogade över betydliga råvarulager, vilket avsevärt underlättade Sveriges matfettförsörjning under kriget. Av stor betydelse var även byggandet av Sveriges första fetthärdningsfabrik i Karlshamn. Fabriken började även efter många experiment framställning av rapsolja, något som i hög grad bidrog till den svenska oljeväxtodlingen. Från 1953 började man även förädling av tillverkningens biprodukter. Redan under Kooperativa förbundets aktion mot margarinmonopolet i början av 1920-talet spelade Sörensen en viktig roll, och under hela sin tid som företagschef intog han en central ställning i den svenska kooperationens strid mot den internationella margarin- och oljekartellen. Sörensen innehade även ett stort antal förtroendeuppdrag. Från 1942 var han dansk vice konsul i Norrköping. Sörensen blev svensk medborgare 1938.